# Plumatella ganapati
Plumatella ganapati is een mosdiertjessoort uit de familie van de Plumatellidae. De wetenschappelijke naam van de soort is voor het eerst geldig gepubliceerd in 1985 door Rao, Agrawal, Diwan & Shrivastava.